# Glännhån
Glännhån är en sjö i Härjedalens kommun i Härjedalen och ingår i Ljusnans huvudavrinningsområde. Sjön har en area på 0,196 kvadratkilometer och ligger 828,9 meter över havet. Sjön avvattnas av vattendraget Tännån.

## Delavrinningsområde
Glännhån ingår i det delavrinningsområde (695394-131050) som SMHI kallar för Utloppet av Glännhån. Medelhöjden är 839 meter över havet och ytan är 1,96 kvadratkilometer. Räknas de 7 avrinningsområdena uppströms in blir den ackumulerade arean 64,03 kvadratkilometer. Tännån som avvattnar avrinningsområdet har biflödesordning 2, vilket innebär att vattnet flödar genom totalt 2 vattendrag innan det når havet efter 419 kilometer. Avrinningsområdet består mestadels av skog (60 procent) och sankmarker (28 procent). Avrinningsområdet har 0,22 kvadratkilometer vattenytor vilket ger det en sjöprocent på 12,4 procent.